# Ella Hunt
Pour les articles homonymes, voir Hunt.
Ella Hunt, née le 29 avril 1998 à Westminster en Angleterre, est une actrice de cinéma et de télévision britannique.

## Biographie

### Carrière
Ella Hunt est née à Westminster en Angleterre elle grandit dans une ferme située dans le North Devon. Son intérêt pour le théâtre lui vient notamment de sa mère qui était également actrice.
Hunt fait ses débuts à la télévision dans la série Cold Feet : Amours et petits bonheurs, où elle a un rôle récurrent aux côtés notamment de Daisy Edgar-Jones qui joue sa sœur jumelle.
Ella Hunt obtient le rôle principal dans le film Anna and the Apocalypse sorti en 2018.
En 2018 il est annoncé qu'Ella Hunt fera partie du casting de la série Dickinson. Elle joue le rôle de Sue Gilbert, personnage principal aux côtés notamment de Hailee Steinfeld.
Hunt apparaît dans L'Amant de lady Chatterley, film Netflix sorti en 2022.
En 2024, elle apparaît dans le film de Kevin Costner : Horizon : Une saga américaine, chapitre 1 et chapitre 2.

## Filmographie

### Cinéma
- 2011 : Intruders de Juan Carlos Fresnadillo : Ella Foster
- 2012 : Les Misérables de Tom Hooper : Une femme
- 2014 : Robots Supremacy de Jon Wright : Alexandra
- 2018 : Anna and the Apocalypse de John McPhail : Anna Shepherd
- 2019 : Summer Night de Joseph Cross : Dana
- 2019 : Kat and the Band (en) d'E. E. Hegarty : Kat Malone
- 2022 : L'Amant de Lady Chatterley (Lady Chatterley's Lover) de Laure de Clermont-Tonnerre : Mme Flint
- 2022 : Master de Mariama Diallo : Cressida
- 2024 : Horizon : Une saga américaine, chapitre 1 (Horizon: An American Saga – Chapter 1) de Kevin Costner : Juliette Chesney
- 2024 : Horizon : Une saga américaine, chapitre 2 (Horizon: An American Saga – Chapter 2) de Kevin Costner : Juliette Chesney
- 2024 : Saturday Night de Jason Reitman : Gilda Radner

### Télévision

#### Séries télévisées
- 2016 - 2017 : Cold Feet : Amours et petits bonheurs (Cold Feet) : Ellie Marsden
- 2017 : Les Enquêtes de Morse (Endeavour) : Emma Carr
- 2018 : Mythes et Croyances (Lore) : Lady Margit
- 2019 - 2021 : Dickinson : Sue Gilbert